# Мегалонікс
Мегало́нікс (Megalonyx, від грец. — «великий кіготь») — вимерлий рід наземних лінивців родини Megalonychidae, що походить з Північної Америки. Він поширився в епоху пліоцену і вимер під час четвертинного вимирання наприкінці пізнього плейстоцену—початку голоцену, живучи від ~5 мільйонів до ~13 000 років тому. Типовий вид, M. jeffersonii (також відомий як наземний лінивець Джефферсона), наймолодший і найбільший з відомих видів, сягав близько 3 метрів у довжину і важив до тонни.
Мегалонікс походить від пліометанастів, роду наземних лінивців, які прибули до Північної Америки в пізньому міоцені близько 9 мільйонів років тому, до основної фази Великого міжамериканського обміну. Мегалонікс мав найширший ареал серед усіх північноамериканських наземних лінивців, охоплюючи більшу частину території Сполучених Штатів, а в теплі періоди поширюючись навіть північніше — до Аляски.

## Історія відкриття

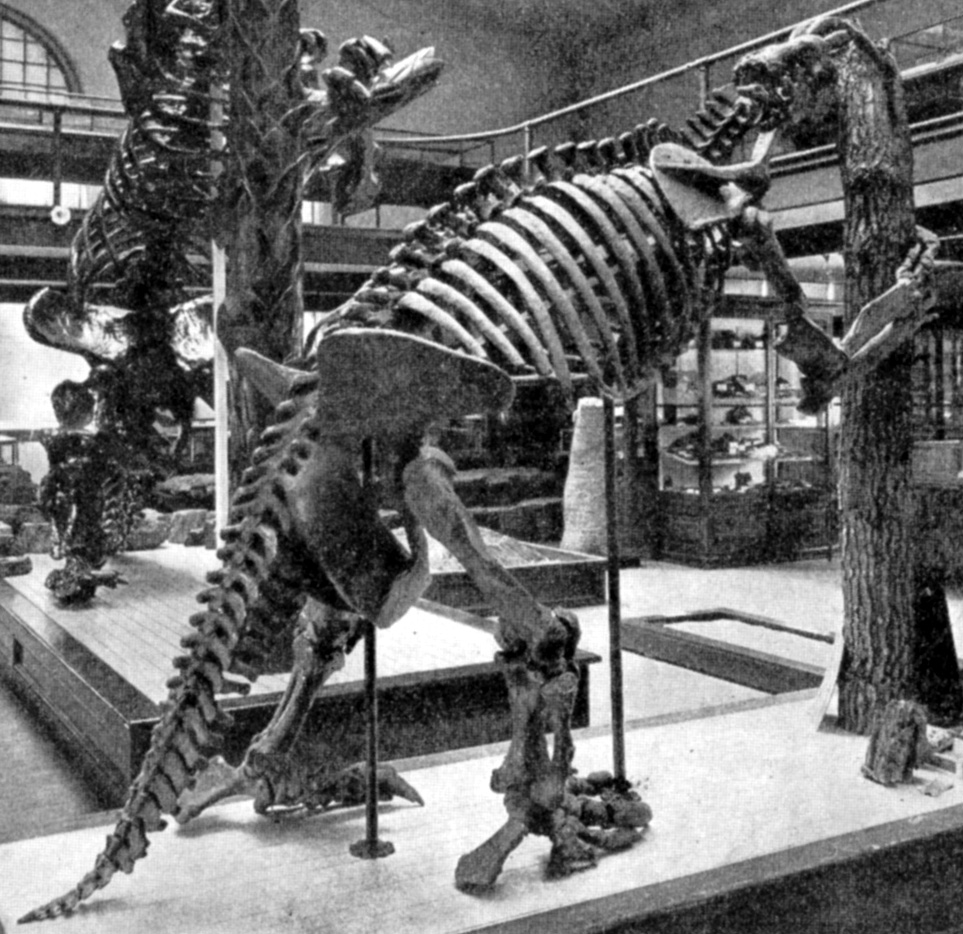
Скелет Megalonyx jeffersonii

У 1796 році полковник Джон Стюарт надіслав Томасу Джефферсону, незадовго до його вступу на посаду віцепрезидента США, кілька викопних кісток: фрагмент стегнової кістки, ліктьову, променеву та кістки стопи, включаючи три великі кігті. Вони були винайдені в печері в окрузі Грінбрієр, штат Вірджинія (нині Західна Вірджинія). Джефферсон дослідив кістки й представив свої напрацювання у статті «Спогади про відкриття деяких кісток чотириногого пазуристого в західних районах Вірджинії» на засіданні Американського філософського товариства у Філадельфії 10 березня 1797 року. Робота була опублікована в 1799 році, в тому ж томі, що і супровідна стаття його колеги Каспара Вістара, який надав детальну анатомічну інформацію про кістки та проілюстрував їх. Разом ці дві статті вважаються першими північноамериканськими публікаціями, присвяченими палеонтології.
У статті 1799 року Джефферсон назвав невідому тоді тварину Megalonyx («великий пазур») і порівняв кожну знайдену кістку з відповідною кісткою лева. У своїй чорновій версії статті Джефферсон припускав, що тварина була хижаком — одним з великих котів — і писав: «Скажімо лише те, що ми можемо з упевненістю сказати, що звір був більш ніж втричі більший за лева». У постскриптумі, написаному після прочитання описів та ілюстрацій гігантського наземного лінивця Megatherium, відкритого бароном Жоржем Кюв'є в Аргентині (помилково названій Парагваєм), Джефферсон переглянув свою інтерпретацію і порівняв Megalonyx з мегатеріями.

## Опис

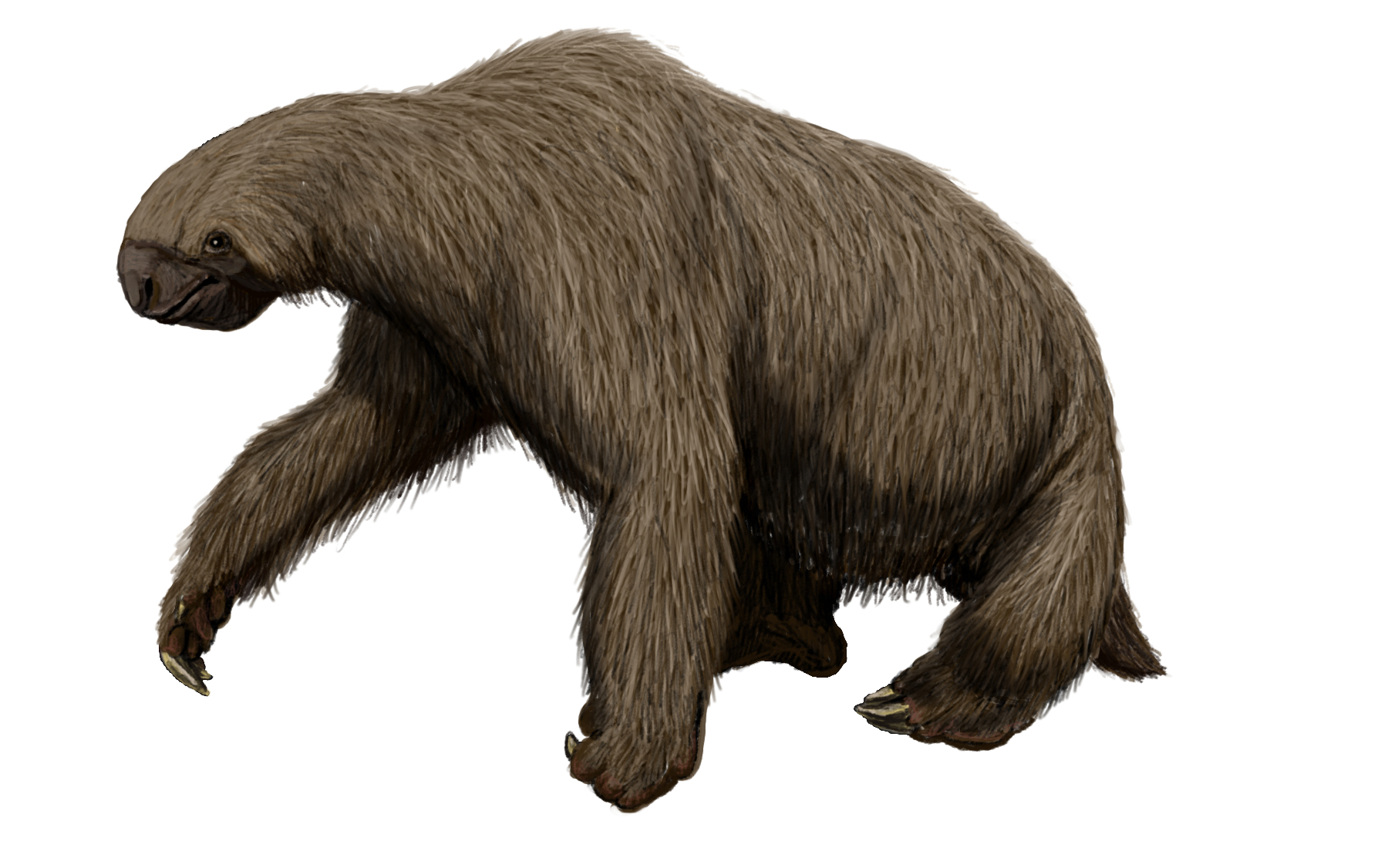
Художня реконструкція M. wheatleyi

Megalonyx jeffersonii був великим, міцно складеним травоїдним звіром завдовжки близько 3 м. За розміром він був зіставним з сучасною коровою, а деякі екземпляри досягали ваги понад 1000 кг. Задні кінцівки були плоскостопі, і це, разом з товстим хвостом, дозволяло йому підійматися в напіввипрямленому положенні для прийому їжі. Його руки мали по три великі кігті, які, ймовірно, використовувалися для хапання і захисту.